# Vittorio Gui
Vittorio Gui (ur. 14 września 1885 w Rzymie, zm. 16 października 1975 we Florencji) – włoski dyrygent, jeden z ważniejszych w XX wieku, a także kompozytor.
Dyrygował najlepszymi operowymi orkiestrami świata – w tym na festiwalach w Salzburgu i w Glyndebourne – także po tym, jak Arturo Toscanini odmówił w proteście przeciw nazizmowi przybycia do Salzburga w 1938. W pamięci melomanów zapisał się jednak głównie dzięki swoim doskonałym nagraniom.
Współpracował z największymi śpiewakami swoich czasów takimi, jak Maria Callas, Sena Jurinac, Victoria de los Angeles, Luigi Alva czy Sesto Bruscantini. Przez współczesnych ceniony był także jako dyrygent muzyki symfonicznej.

## Ważniejsze nagrania
- Bal maskowy, Giuseppe Verdi (1949)
- Parsifal, Richard Wagner (1950)
- Wesele Figara, Wolfgang Amadeus Mozart (1956)
- Cyrulik sewilski, Gioacchino Rossini (1962)

## Publikacje
- Battute d'aspetto, Florencja, 1944